# マーキュリー・ヴィレジャー
ヴィレジャー（VILLAGER）は、フォードと日産が共同開発、マーキュリーブランドで販売していた自動車である。

## 歴史

### 初代(1993年 – 1998年)
開発当初は、マツダと共同開発をする予定であったが、マツダは静粛性や快適性、ハンドリングに優れるFR方式（初代MPV）にこだわったため、日産と共同開発をすることになった。
このジョイントベンチャーは、1987年に「日産CR」として、日産が人材、フォード社が開発資金を提供する形で進み、開発は日産リサーチ＆デベロップメント、搭載されるV型6気筒OHC VG30Eエンジンの生産は、米国日産自動車製造（NMMC)がテネシー州スマーナ工場で行い最終組み立てはフォード社のオハイオ州アヴォン・レイク工場がそれぞれ担当した。
日産では日産クエストとして販売され、フォード社ではマーキュリーブランドを使用しマーキュリー・ヴィレジャーとして販売された。
クエストがGXE、XEと2グレードだったのに対し、ヴィレジャーはGS、LSグレードの他、Nautica Special Editionという高級グレードが設定されていた。
Nauticaには2トーンペイント、黄色のピンストライプ、及び専用のシートなどが装備され、メーターは専用のデジタル式となっていた。
並行輸入業者により並行輸入の形で少数が輸入されている。
1996年マイナーチェンジ。

### 2代目(1999年 – 2002年)
プラットフォームを先代の流用としながらも、スライドドアを左右に装備し、エンジンもV型6気筒OHC VG33E型となった。
1999年式はすべてV11型、2000年以降はグレードにより、Base:V11型、Sport：V12型、Estate：V14型となっている。
発売以来、毎年フロントグリル等の小変更が施されている。
クエストとヴィレジャーの生産は2002年には終了し、ヴィレジャーはモンテレーにモデルチェンジしたため、ミニバンでのフォード社とのジョイントも終了した。

## 車名
「VILLAGER」は、英語で「村人」の意味。